# AITO

Logo

AITO (Chinees: 问界; Wènjiè) is een Chinees merk van elektrische voertuigen van de Chinese autofabrikant Seres Group en het multinationale technologiebedrijf Huawei. Het bestaat sinds 2021. Het merk biedt elektrische auto's aan met autonome rijsystemen en het HarmonyOS-besturingssysteem.
AITO is het eerste merk binnen het samenwerkingsmodel van Harmony Intelligent Mobility Alliance (HIMA, 鸿蒙智行), waarin Huawei volledige intelligente voertuigoplossingen levert aan traditionele autofabrikanten. Huawei heeft ook aangekondigd dat andere fabrikanten zoals Chery, BAIC Motor en JAC Motors een soortgelijk bedrijfsmodel zullen toepassen.
De naam AITO staat voor "Adding Intelligence to Auto" of in het Nederlands "toevoegen van intelligentie aan auto's".

## Geschiedenis
In december 2021 kondigde Huawei de lancering van het merk AITO aan en onthulde het zijn eerste voertuig, de AITO M5, dat Huawei samen met Seres Group ontwikkelde. De hardware van de auto was gebaseerd op de Seres SF5 SUV. Seres was op dat moment verantwoordelijk voor de gehele levenscyclus van het voertuig, inclusief onderzoek en ontwikkeling, productie en aftersales-service. Huawei houdt zich bezig met productdefinitie, productontwikkeling en verkoop. Beide bedrijven doen samen de kwaliteitscontrole en marketing. Later in 2023 begon Huawei samen met Seres de aftersales en leveringen te verzorgen. AITO-voertuigen worden officieel gedistribueerd door Seres Auto Sales Co., Ltd. 
In juni 2023 werden de Chinese naam (问界; Wènjiè) en het handelsmerk van AITO overgedragen van een bedrijf genaamd Beijing Ruidekaizhuo Technology and Trade Co., Ltd. naar Huawei. Het handelsmerk dat destijds aan Huawei werd overgedragen, omvat echter niet het Engelse handelsmerk "AITO" en het logo ervan, die nog steeds eigendom zijn van Seres.
In juli 2024 kondigde Huawei aan de Engelse handelsmerken en patenten van AITO over te dragen aan de Seres Group, tegen een kostprijs van 2,5 miljard RMB. Volgens Yu Chendong, de voorzitter van Huawei Intelligent Automotive Solutions, was de reden voor de overdracht de regelgeving van de Chinese overheid, die voorschrijft dat het merk van de auto eigendom moet zijn van de fabrikant.

## Bedrijfsmodel
Volgens Yu Chengdong, CEO van Huawei Terminal Business Group en CEO van Smart Car Solution Business Unit, is het merk AITO een ecosysteemmerk en een nieuw bedrijfsmodel. Huawei zal geen auto's rechtstreeks produceren, maar zal autobedrijven wel helpen bij de verkoop van hun voertuigen door middel van productontwerp, beheer van de toeleveringsketen, kwaliteitscontrole, software-ecosystemen, beheer van de gebruikerservaring, merkmarketing en verkoopkanalen.
Elke partnerfabrikant van Huawei zal zich specialiseren in een bepaalde voertuigcategorie en -klasse en de productlijnen van de fabrikant overlappen elkaar niet. Ze zullen allemaal worden gecombineerd onder de uitgebreide oplossing van Huawei.

## Technologie

### HarmonyOS Cockpit
De HarmonyOS Cockpit is Huaweis oplossing voor elektrische en autonome auto's, aangedreven door de Kirin-lijn van een system-on-chip (SoC), augmented reality head-up displays (AR-HUD) en een slim instrumentenpaneel. Huawei heeft de API's van HarmonyOS Cockpit opengesteld om auto-OEM's, leveranciers en ecosysteempartners te helpen bij het ontwikkelen van verschillende functies.

### Autonoom rijsysteem
AITO-voertuigen zijn uitgerust met een ADS (Autonomous Driving System) ontwikkeld door Huawei. Het huidige ADS 2.0 bestaat uit 128 LiDAR's, 11 HD-camera's, 3 MMW-radars, 12 ultrasone radars en een door Huawei zelf ontwikkelde chipset.
Het ADS is getraind met behulp van echte rijgegevens en kan autonoom rijden op niveau 2+ bereiken. Het kan beoordelingen en handelingen uitvoeren zoals een mens, zoals nauwkeurig draaien, voorrang verlenen aan voetgangers, onregelmatige obstakels herkennen en ontwijken, en dieren detecteren en ontwijken. Het kan ook automatisch en met parkeerservice parkeren.
Volgens Huawei kostte de ADS 2.0 36.000 RMB (~5200 USD) per voertuig toen dit aan de partnerfabrikant werd verkocht.

## Producten

### Huidige modellen
- AITO M5 (2022-heden), middelgrote SUV (EV/EREV)
- AITO M7 (2022-heden), middelgrote SUV (EREV)
- AITO M9 (2023-heden), grote SUV (EV/EREV)
- AITO M8 (binnenkort), middelgrote SUV

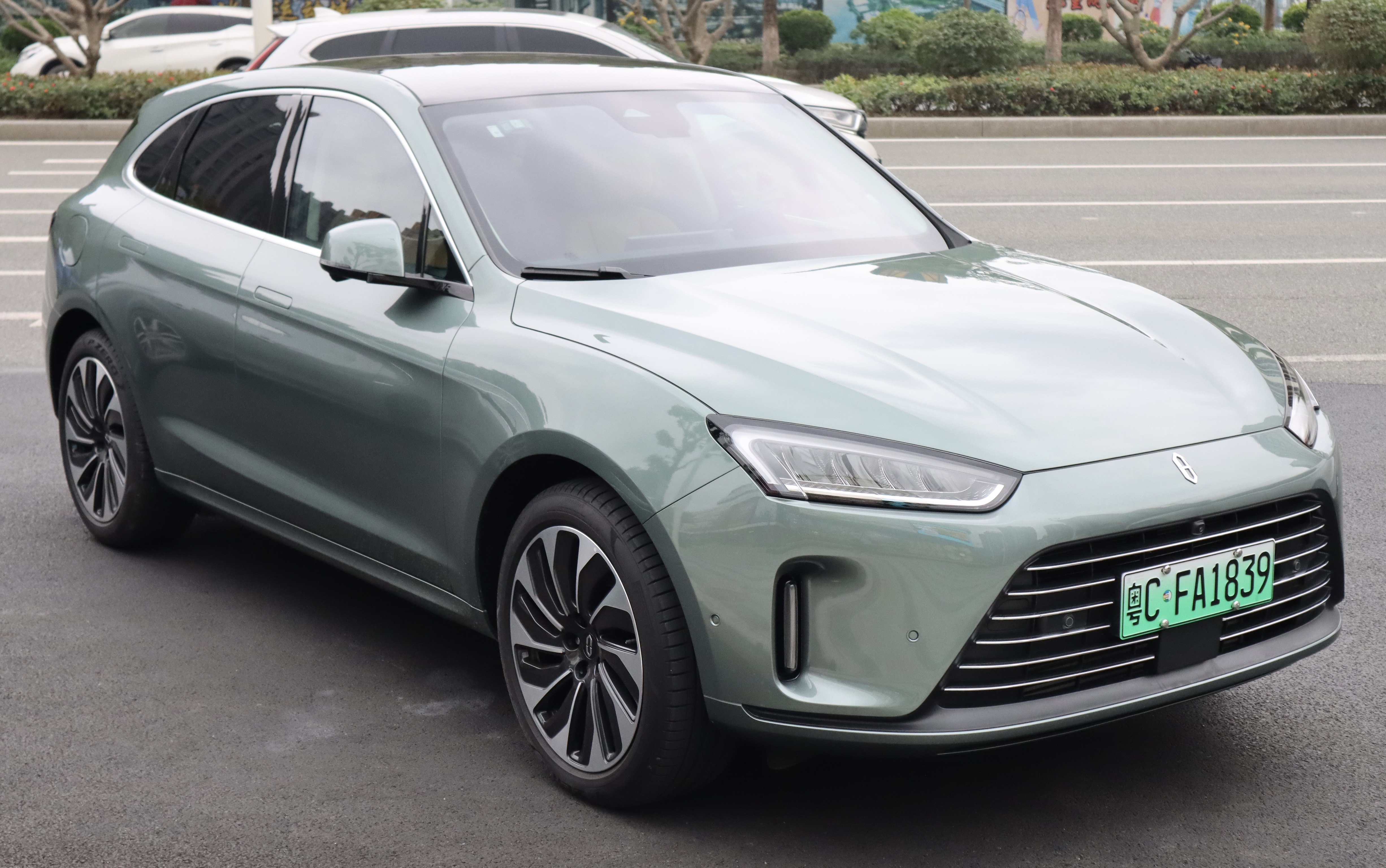
AITO-M5
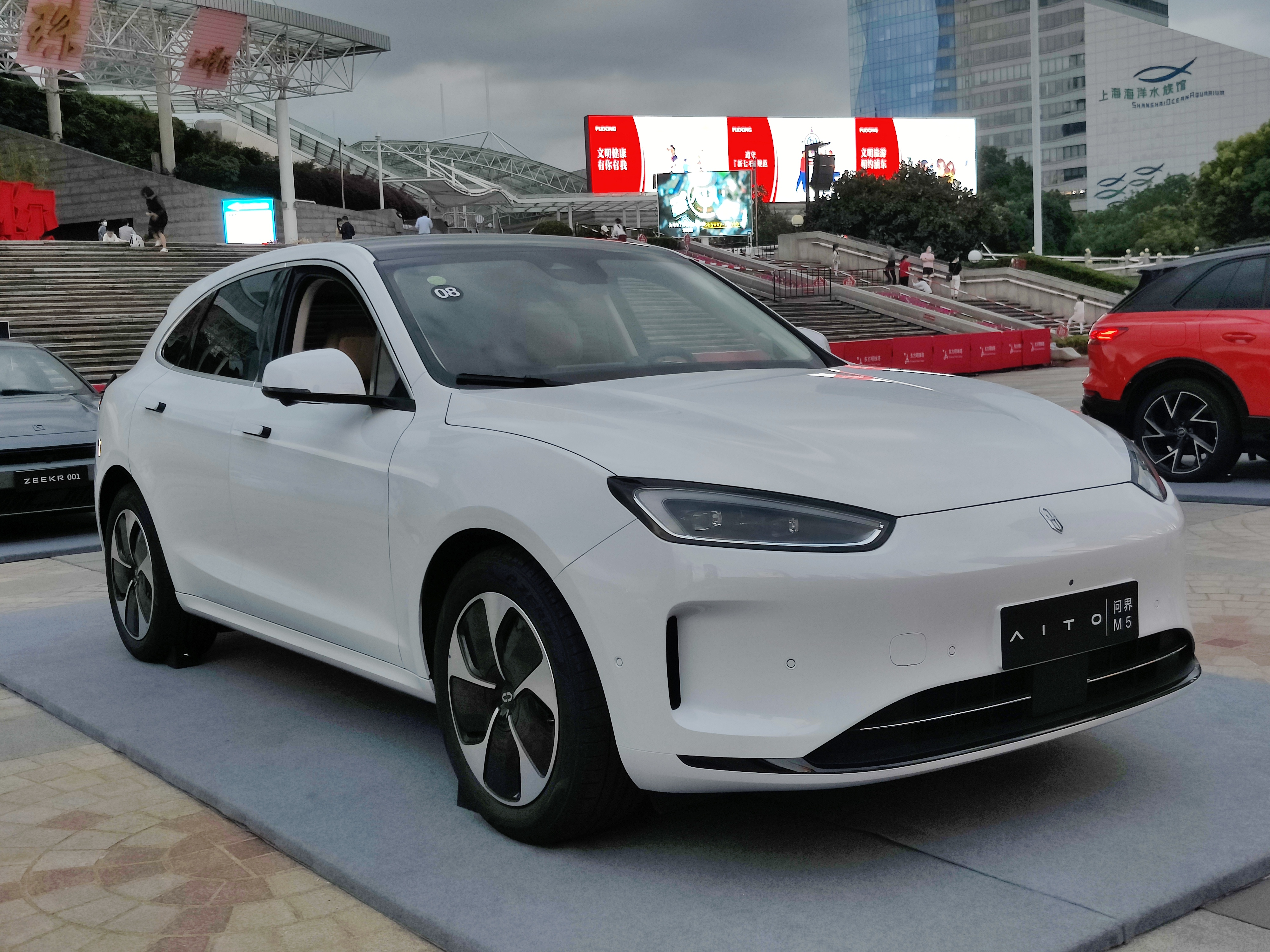
AITO M5 EV
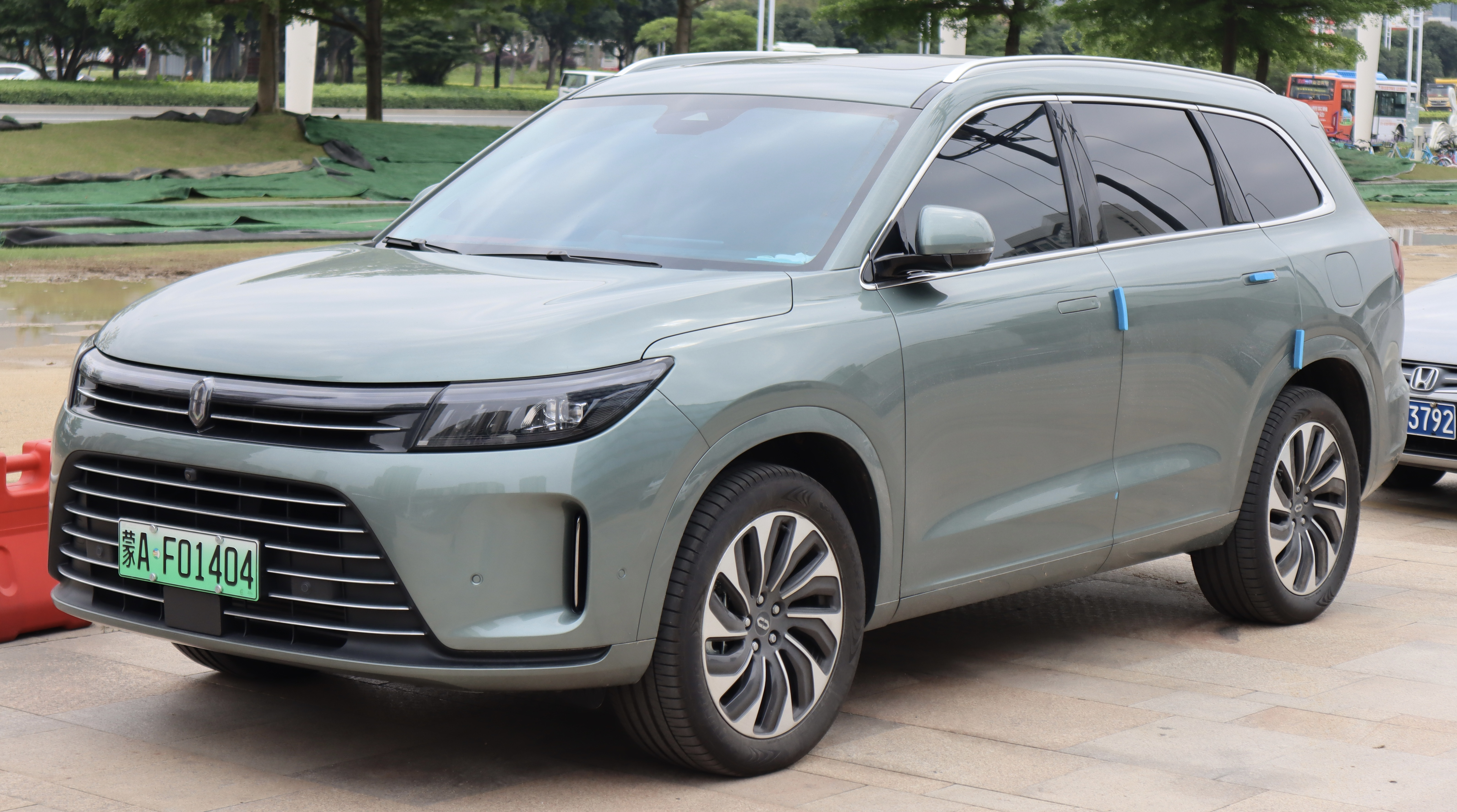
AITO-M7
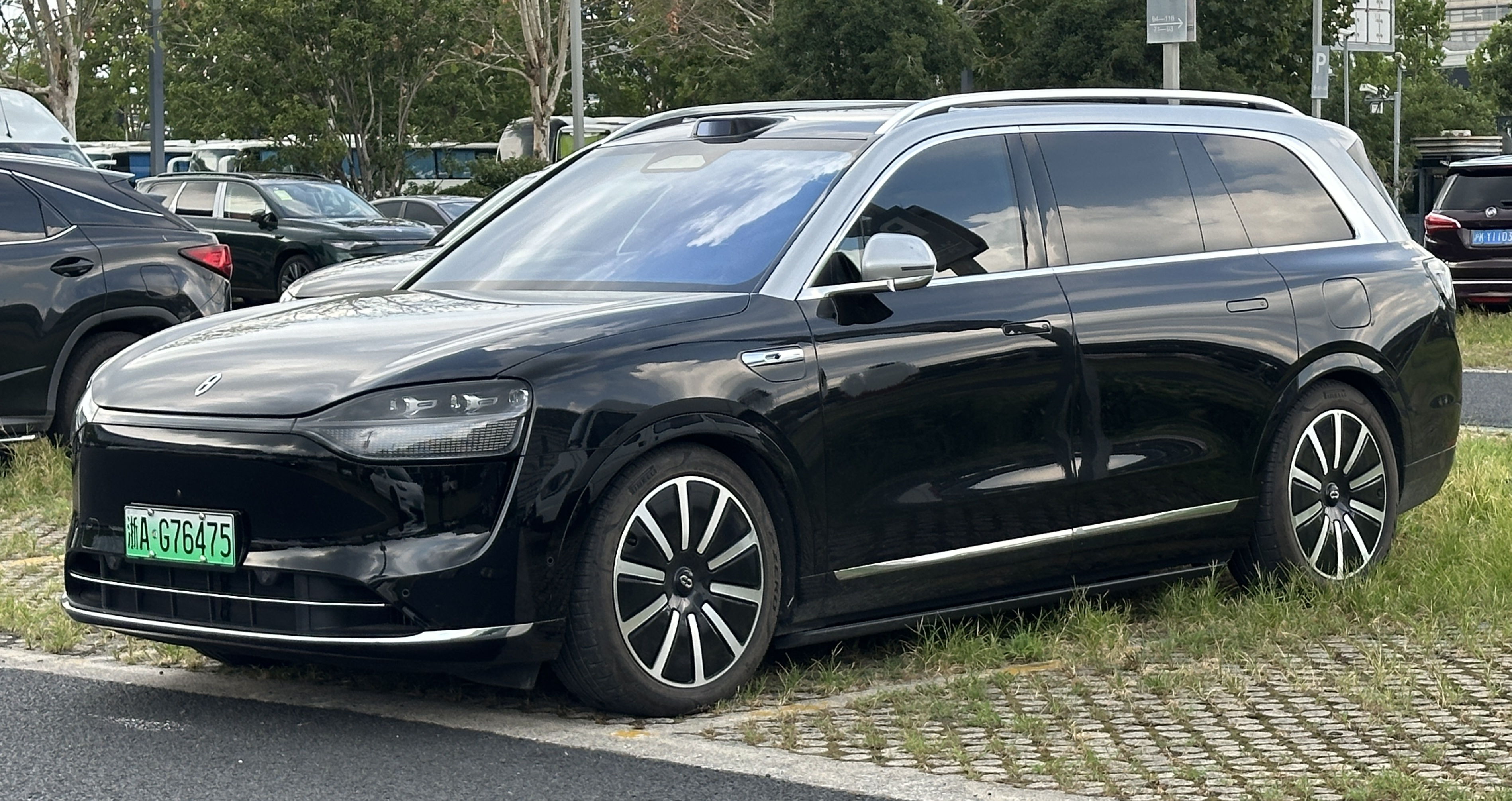
AITO-M9

## Verkoop
| Jaar | AITO   |
| ---- | ------ |
| 2022 | 76.180 |
| 2023 | 94.380 |

Aiways · 
BAIC (Foton) · 
Brilliance · 
BYD · 
Changan · 
Chery · 
Denza · 
Dongfeng · 
FAW (Hongqi) · 
Geely (Lynk & Co · Zeekr) · 
Great Wall Motor · 
Hozon · 
Leapmotor · 
Li Auto · 
NIO · 
SAIC · 
Seres (AITO) · 
Xiaomi · 
XPeng